# روي غريفز
روي غريفز (بالإنجليزية: Roy Greaves)‏ (4 أبريل 1947 في المملكة المتحدة - 12 أغسطس 2024) هو لاعب كرة قدم بريطاني في مركز الهجوم. لعب مع بولتون واندررز ونادي روتشديل وسياتل ساوندرز.

## وصلات خارجية
- روي غريفز على موقع قاعدة بيانات كرة القدم.إي يو (الإنجليزية)